# Vert (Yvelines)
Pour les articles homonymes, voir Vert.
Vert est une commune française située dans le département des Yvelines en région Île-de-France.
Ses habitants sont appelés les Vertois.

## Géographie

### Situation
La commune de Vert est située à 4 kilomètres au sud de Mantes-la-Jolie, dans la vallée de la Vaucouleurs, affluent de rive gauche de la Seine. Le bourg est situé dans le fond de la vallée, à 45 mètres d'altitude, mais le territoire communal déborde sur les plateaux de part et d'autre, jusqu'à 130 mètres d'altitude. Il englobe vers l'ouest la vallée du ru de Morand.

### Communes limitrophes
La commune est limitrophe au sud des communes de Villette et Boinvilliers, au nord de Soindres et Auffreville-Brasseuil, à l'est de Breuil-Bois-Robert et à l'ouest de Flacourt.

### Hydrographie
(...)

### Voies de communication et transports

#### Réseau routier
La commune est desservie par la route départementale D 983 qui relie Mantes-la-Jolie à Houdan.

#### Bus
La commune est desservie par la ligne 60 du réseau de bus Centre et Sud Yvelines.

### Occupation des solssimplifiée
Le territoire de la commune se compose en 2017 de 83 % d'espaces agricoles, forestiers et naturels, 7,68  % d'espaces ouverts artificialisés et 9,32 % d'espaces construits artificialisés.

### Climat
Pour des articles plus généraux, voir Climat de l'Île-de-France et Climat des Yvelines.
En 2010, le climat de la commune est de type climat océanique dégradé des plaines du Centre et du Nord, selon une étude du CNRS s'appuyant sur une série de données couvrant la période 1971-2000. En 2020, Météo-France publie une typologie des climats de la France métropolitaine dans laquelle la commune est exposée à un climat océanique et est dans la région climatique Sud-ouest du bassin Parisien, caractérisée par une faible pluviométrie, notamment au printemps (120 à 150 mm) et un hiver froid (3,5 °C).
Pour la période 1971-2000, la température annuelle moyenne est de 10,8 °C, avec une amplitude thermique annuelle de 14,1 °C. Le cumul annuel moyen de précipitations est de 701 mm, avec 10,8 jours de précipitations en janvier et 7,7 jours en juillet. Pour la période 1991-2020, la température moyenne annuelle observée sur la station météorologique la plus proche, située sur la commune de Magnanville à 3 km à vol d'oiseau, est de 11,6 °C et le cumul annuel moyen de précipitations est de 641,5 mm,. Pour l'avenir, les paramètres climatiques de la commune estimés pour 2050 selon différents scénarios d'émission de gaz à effet de serre sont consultables sur un site dédié publié par Météo-France en novembre 2022.
| Mois                                  | jan.             | fév.           | mars          | avril         | mai           | juin          | jui.         | août           | sep.          | oct.          | nov.            | déc.             | année      |
| ------------------------------------- | ---------------- | -------------- | ------------- | ------------- | ------------- | ------------- | ------------ | -------------- | ------------- | ------------- | --------------- | ---------------- | ---------- |
| Température minimale moyenne (°C)     | 1,7              | 1,8            | 3,6           | 5,5           | 8,6           | 11,6          | 13,4         | 13,6           | 10,9          | 8,6           | 4,8             | 2,3              | 7,2        |
| Température moyenne (°C)              | 4,3              | 5,1            | 7,8           | 10,7          | 13,9          | 17,2          | 19,5         | 19,5           | 16,2          | 12,5          | 7,7             | 4,8              | 11,6       |
| Température maximale moyenne (°C)     | 6,8              | 8,4            | 12,1          | 15,8          | 19,1          | 22,8          | 25,5         | 25,3           | 21,4          | 16,5          | 10,7            | 7,2              | 16         |
| Record de froid (°C) date du record   | −12,7 01.01.1997 | −12,3 07.02.12 | −8,5 13.03.13 | −3,2 06.04.21 | −0,7 06.05.19 | 3,3 01.06.06  | 6,6 16.07.12 | 5,8 28.08.1998 | 2,4 30.09.18  | −3,5 28.10.03 | −8,2 24.11.1998 | −10,1 29.12.1996 | −12,7 1997 |
| Record de chaleur (°C) date du record | 15,5 27.01.03    | 20,5 27.02.19  | 25,6 31.03.21 | 28,4 20.04.18 | 31,2 27.05.05 | 37,7 27.06.11 | 42 25.07.19  | 40,4 12.08.03  | 35,5 08.09.23 | 29,5 03.10.11 | 20,9 01.11.14   | 16,9 07.12.00    | 42 2019    |
| Précipitations (mm)                   | 48,5             | 47,7           | 48,4          | 42,5          | 62,1          | 53,9          | 51,5         | 56,5           | 40,9          | 65,3          | 57              | 67,2             | 641,5      |

## Urbanisme

### Typologie
Au 1er janvier 2024, Vert est catégorisée bourg rural, selon la nouvelle grille communale de densité à sept niveaux définie par l'Insee en 2022.
Elle appartient à l'unité urbaine de Paris, une agglomération inter-départementale regroupant 407  communes, dont elle est une commune de la banlieue,,. Par ailleurs la commune fait partie de l'aire d'attraction de Paris, dont elle est une commune de la couronne,. Cette aire regroupe 1 929 communes,.

## Toponymie
Les mentions anciennes de Vert sont vers 1136, Ver ; 1272, Ver ; 1351, Ver ; fin du XVe siècle, Ver ; 1466, Vert lès Mantes ; 1757, Ver ; Vert, fin du XIXe siècle.
Son nom dérive du gaulois verno, l'aulne (ou verne), désigne un ou plusieurs arbres. Le village en fond de vallée devait être dans une zone marécageuse[réf. nécessaire].

## Histoire
La première église fut construite au XIIe siècle.

## Politique et administration

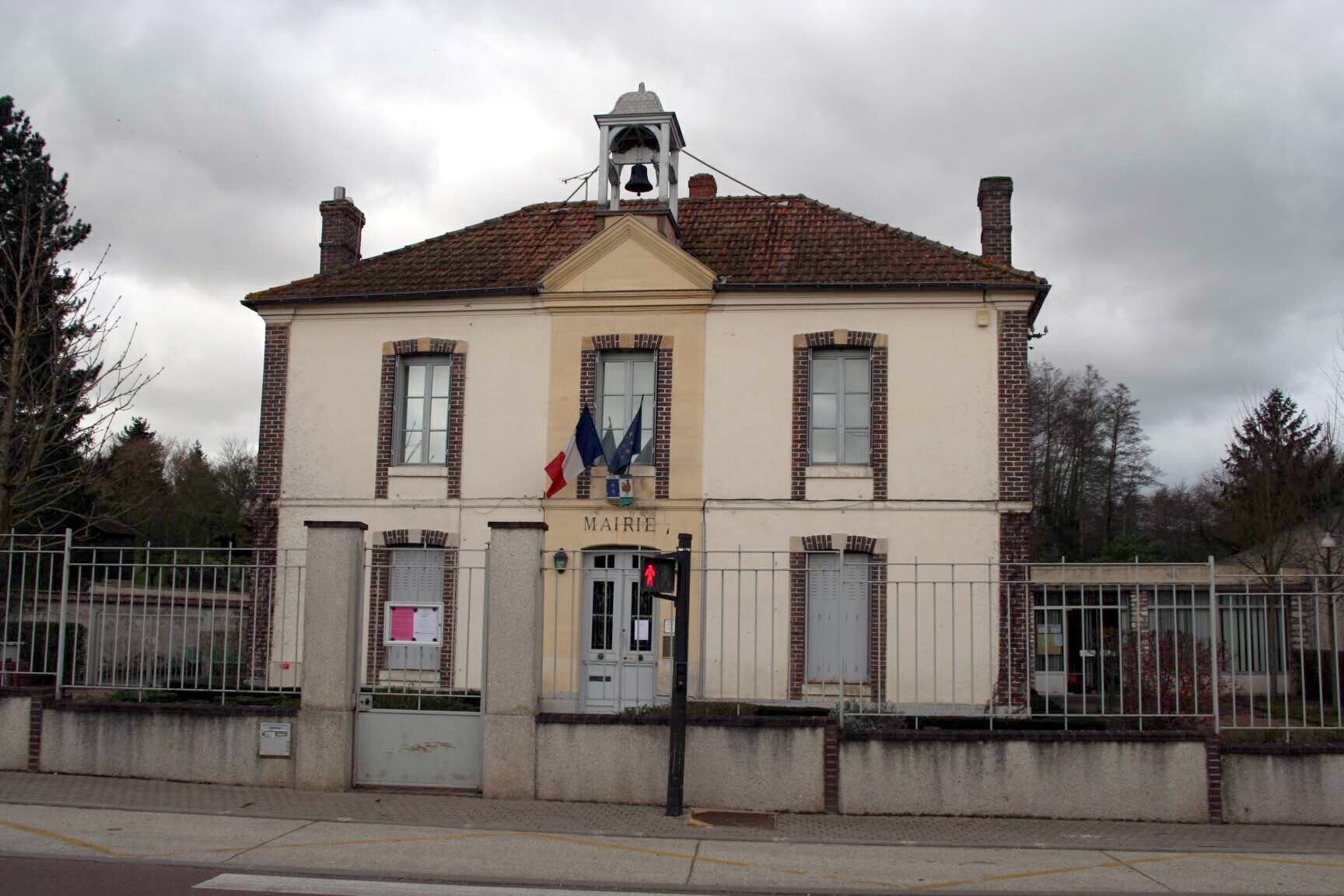
La mairie.

### Liste des maires
| Période                                  | Période  | Identité               | Étiquette | Qualité |
| ---------------------------------------- | -------- | ---------------------- | --------- | ------- |
| Les données manquantes sont à compléter. |          |                        |           |         |
| mars 1995                                | 2001     | Philippe Gilles        |           |         |
| mars 2001                                | 2008     | Philippe Gilles        |           |         |
| mars 2008                                | 2014     | Philippe Gilles        |           |         |
| mars 2014                                | en cours | Jocelyne Reynaud-Léger |           |         |

### Instances administratives et judiciaires
La commune de Vert appartient au canton de Bonnières-sur-Seine et est rattachée à la communauté urbaine Grand Paris Seine et Oise (GPS&O).
Sur le plan électoral, la commune est rattachée à la neuvième circonscription des Yvelines, circonscription à dominante rurale du nord-ouest des Yvelines.
Sur le plan judiciaire, Vert fait partie de la juridiction d’instance de Mantes-la-Jolie et, comme toutes les communes des Yvelines, dépend du tribunal de grande instance ainsi que du tribunal de commerce sis à Versailles,.
La commune de Vert, selon le découpage officiel de l'INSEE, est une commune appartenant à l'unité urbaine de Paris, et est donc considérée comme appartenant à la catégorie « commune urbaine ».

## Population et société

### Démographie

#### Évolution démographique
L'évolution du nombre d'habitants est connue à travers les recensements de la population effectués dans la commune depuis 1793. Pour les communes de moins de 10 000 habitants, une enquête de recensement portant sur toute la population est réalisée tous les cinq ans, les populations de référence des années intermédiaires étant quant à elles estimées par interpolation ou extrapolation. Pour la commune, le premier recensement exhaustif entrant dans le cadre du nouveau dispositif a été réalisé en 2007.

En 2022, la commune comptait 852 habitants, en évolution de +2,9 % par rapport à 2016 (Yvelines : +2,72 %, France hors Mayotte : +2,11 %).
| 1793 | 1800 | 1806 | 1821 | 1831 | 1836 | 1841 | 1846 | 1851 |
| ---- | ---- | ---- | ---- | ---- | ---- | ---- | ---- | ---- |
| 390  | 406  | 429  | 415  | 403  | 403  | 419  | 398  | 375  |

| 1856 | 1861 | 1866 | 1872 | 1876 | 1881 | 1886 | 1891 | 1896 |
| ---- | ---- | ---- | ---- | ---- | ---- | ---- | ---- | ---- |
| 380  | 339  | 335  | 339  | 334  | 341  | 353  | 365  | 335  |

| 1901 | 1906 | 1911 | 1921 | 1926 | 1931 | 1936 | 1946 | 1954 |
| ---- | ---- | ---- | ---- | ---- | ---- | ---- | ---- | ---- |
| 364  | 372  | 335  | 301  | 356  | 339  | 316  | 394  | 387  |

| 1962 | 1968 | 1975 | 1982 | 1990 | 1999 | 2006 | 2007 | 2012 |
| ---- | ---- | ---- | ---- | ---- | ---- | ---- | ---- | ---- |
| 374  | 417  | 636  | 778  | 768  | 737  | 771  | 776  | 806  |

| 2017 | 2022 | - | - | - | - | - | - | - |
| ---- | ---- | - | - | - | - | - | - | - |
| 831  | 852  | - | - | - | - | - | - | - |

#### Pyramide des âges
En 2018, le taux de personnes d'un âge inférieur à 30 ans s'élève à 32,7 %, soit en dessous de la moyenne départementale (38 %). À l'inverse, le taux de personnes d'âge supérieur à 60 ans est de 28,2 % la même année, alors qu'il est de 21,7 % au niveau départemental.
En 2018, la commune comptait 426 hommes pour 409 femmes, soit un taux de 51,02 % d'hommes, largement supérieur au taux départemental (48,68 %).
Les pyramides des âges de la commune et du département s'établissent comme suit.
| Hommes | Classe d’âge | Femmes |
| ------ | ------------ | ------ |
| 0,5    | 90 ou +      | 0,5    |
| 6,9    | 75-89 ans    | 7,9    |
| 20,3   | 60-74 ans    | 20,4   |
| 20,1   | 45-59 ans    | 20,2   |
| 19,1   | 30-44 ans    | 18,9   |
| 14,4   | 15-29 ans    | 13,0   |
| 18,8   | 0-14 ans     | 19,1   |

| Hommes | Classe d’âge | Femmes |
| ------ | ------------ | ------ |
| 0,6    | 90 ou +      | 1,4    |
| 6      | 75-89 ans    | 7,8    |
| 13,5   | 60-74 ans    | 14,8   |
| 20,7   | 45-59 ans    | 20,1   |
| 19,6   | 30-44 ans    | 19,9   |
| 18,5   | 15-29 ans    | 16,8   |
| 21,2   | 0-14 ans     | 19,2   |

## Économie
Commune rurale.

## Culture locale et patrimoine

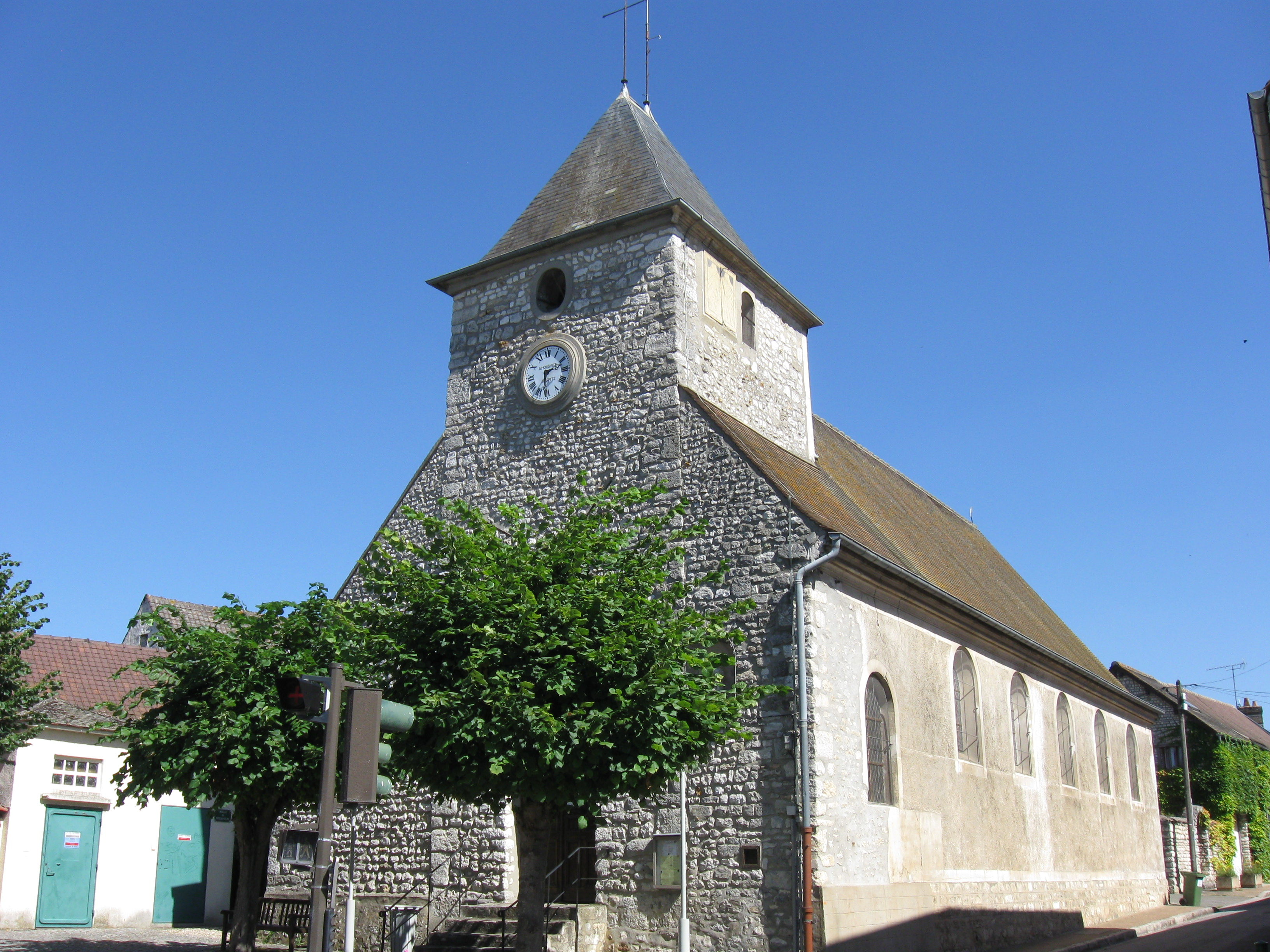
L'église Saint-Martin.

### Lieux et monuments
- Église Saint-Martin : édifice en pierre construit en 1688 par les moines du prieuré de Gassicourt, clocher massif inclus dans la façade à couverture d'ardoise à quatre pans. Un cadran solaire peint sur la chaux, datant de 1897, orne la façade sud du clocher.
- Moulin à eau remontant au XIIe siècle, modernisé au XIXe siècle. Encore en état de marche, ce moulin a cessé toute activité depuis 1962. Il est animé par une chute d'eau de 1,80 m créée grâce à un canal de dérivation de la Vaucouleurs qui actionne une grande roue métallique à augets. Le moulin est aussi orné d'un cadran solaire datant de 1876 posé sur la façade sud du logis seigneurial du moulin.

### Personnalités liées à la commune
- Philippe de Broca (1933-2004), réalisateur de l'Homme de Rio, le Magnifique, l'Incorrigible, l'Africain, y vécut près de trente ans.
- Pierre Commarmond (1897-1983), peintre et affichiste, y est décédé.
- Régis Debray et Elizabeth Burgos y ont habité[30].
- Alain Barrière y possédait le manoir de la croix Saint Jacques.
- Estella Blain, comédienne, à vécu à Vert de la fin des années 1960 au début des années 1970.
- Marthe Keller y a vécu avec Philippe de Broca et leur fils Alexandre.

### Héraldique
| Blason de Vert | Blason  | Parti : au 1er d'azur semé de fleurs de lis d'or, au comble d'argent chargé de l'inscription « ILE DE » et « FRANCE » de sable sur deux rangs et à la champagne fascée d'azur et d'or de huit pièces sommée d'une burelle d'argent, au 2e d'argent au coq contourné au naturel, au comble de sinople chargé de l'inscription « VERT » de sable et à la champagne de sinople sommée d'une burelle cousue d'azur. |
| Blason de Vert | Détails | Le statut officiel du blason reste à déterminer. |